# Acanthophyllum albidum
Acanthophyllum albidum är en nejlikväxtart som beskrevs av Boris Konstantinovich Schischkin. Acanthophyllum albidum ingår i släktet Acanthophyllum och familjen nejlikväxter. Inga underarter finns listade i Catalogue of Life.